# Tori Tsui
Tori Tsui est une militante de Hong Kong pour l'environnement et pour la justice climatique.
Elle participe à la rébellion contre l'extinction et crée des médias sur la biodiversité. Elle prend part à la COP25 en 2019 ; elle organise le projet Sail for Climate Action (« Naviguez pour l'action climatique ») qui devient Unite for Climate Action (« Unis pour l’action climatique »), puis elle lance Pass the Mic pour faire la lumière sur la crise climatique. Elle manifeste contre l'exploitation du pétrole et du gaz de la mer du Nord, manifeste contre Ben van Beurden et participe à la COP26 en 2021. Elle participe à diverses autres réunions internationales et publie en 2023 un livre sur la justice climatique.

## Biographie

### Jeunesse, formation, débuts professionnels
Tori Tsui naît en Nouvelle-Zélande et grandit à Hong Kong.
Elle effectue ses études supérieures au Royaume-Uni et obtient en 2015 un Master de recherche en écologie, évolution et conservation à l'Imperial College de Londres. Un an après avoir obtenu son diplôme, Tori Tsui s'installe en 2016 à Bristol pour y travailler dans l'industrie du documentaire sur l'histoire naturelle.

### Militantisme

#### Rébellion contre l'extinction, création de média
En tant que militante, Tori Tsui commence par s'impliquer dans la rébellion contre l'extinction. Elle crée des médias sur la crise de la biodiversité, à la suite de quoi le directeur de la création de Stella McCartney invite Tori Tsui à faire partie de la campagne mondiale automne - hiver de Stella McCartney. Cette campagne, intitulée « Agents du changement », met en vedette Jane Goodall, Amber Valletta et Jonathan Safran Foer.

#### COP25
Stella McCartney parraine ensuite Tori Tsui pour qu'elle traverse l'Atlantique et participe à la Conférence de 2019 sur les changements climatiques (COP25) dans le cadre de Sail To The COP, une initiative d'un groupe de réflexion impliquant 36 jeunes pour assister à la Conférence des Nations Unies sur les changements climatiques qui devait avoir lieu en 2019 à Santiago, au Chili. En raison des importantes manifestations au Chili, la conférence sur le climat a finalement lieu à Madrid. De passage en Martinique, les délégués travaillent à distance sur la COP25. Leur navire accoste finalement à Carthagène des Indes, en Colombie.

#### Lancement de projets
Une fois en Colombie, Tori Tsui passe trois mois à organiser un nouveau projet appelé Sail for Climate Action (« Naviguez pour l'action climatique »). L'objectif de ce projet est d'emmener de jeunes militants d'Amérique latine, des autochtones et des militants des Caraïbes à assister à la session intermédiaire SB52 des Nations unies sur les changements climatiques à Bonn, en Allemagne. À Carthagène, Tori Tsui est invitée à remplacer le journaliste et écrivain militant David Wallace-Wells au Hay Festival lors d'une table ronde sur le changement climatique.
Le projet Sail for Climate Action qu'elle a créé est renommé plus tard Unite for Climate Action (« Unis pour l’action climatique »). Ce projet travaille de concert avec le ministère allemand en 2020.
En 2021, Tori Tsui lance l'initiative Pass the Mic avec Dominique Palmer, Frances Fox, George Steedman Jones et Elijah Mckenzie-Jackson ; ce projet est appelé Pass the Mic comme moyen de faire la lumière sur la crise climatique. La campagne se concentre sur le ciblage des marques, des personnalités et des organisations afin de donner la priorité aux militants climatiques en première ligne et aux personnes touchées par le changement climatique.

#### COP26; autres actions et interventions internationales
Tori Tsui se prononce également en faveur de la campagne #StopCambo contre l'exploitation du pétrole et du gaz de la mer du Nord dans les espaces décisionnels, menant une manifestation contre Ben van Beurden lors du compte à rebours TED à Édimbourg. Plus tard cette année-là, elle participe à la Conférence des Nations Unies sur les changements climatiques de 2021 (COP26), à Glasgow.
Emma Watson invite Tori Tsui à participer à un événement du centre climatique du New York Times aux côtés d'Amanda Gorman, de Malala Yousafzai, de Greta Thunberg, de Vanessa Nakate, de Dominique Palmer, de Mya-Rose Craig, de Viviam Villafana et de Daphne Frias.
En 2022, Tori Tsui figure dans le documentaire de Billie Eilish sur le changement climatique aux côtés de Billie Eilish, Maggie Baird, Finneas O'Connell, Vivienne Westwood, Vanessa Nakate et Yungblud.
Tori Tsui est invitée en janvier 2023 à faire la couverture numérique de Vogue avec Billie Eilish et Quannah Chasinghorse, Xiye Bastida, Isaias Hernandez, Ryan Berberet, Nalleli Cobo, Wawa Gatheru et Maya Penn.

#### Livre«Ce n'est pas seulement toi»
Tori Tsui publie en 2023 son livre avec Simon et Schuster intitulé It's Not Just You (« Ce n'est pas seulement toi »), qui explore l'inquiétude écologique sous un angle intersectionnel et de justice climatique. Le livre présente des interviews de Greta Thunberg, Vanessa Nakate, Mikaela Loach et Dominique Palmer.